# Вальраф, Фердинанд Франц
Фердинанд Франц Вальраф (нем. Ferdinand Franz Wallraf; 20 июля 1748, Кёльн — 18 марта 1824, Кёльн) — немецкий ботаник, математик, теолог и коллекционер произведений искусства.

## Биография
Фердинанд Франц Вальраф родился в семье кёльнского портного, обучался в гимназии и на художественном факультете, получив звание магистра искусств. Не имея средств для дальнейшего образования, Вальраф служил учителем. В 1772 году стал священником, а благодаря помощи друга профессора Манна начал изучать медицину и в 1780 году получил звание магистра. Прилежный и успешный педагог заслужил от Кёльнского университета профессорское звание и занимался реформированием университетского образования в родном городе. В 1788 году Вальраф получил звание доктора медицины и философии, а с конца 1793 года и по 1796 год избирался ректором университета.
После ликвидации университета в 1798 году в результате французской оккупации Вальраф, отказавшийся присягнуть республике, поступил преподавателем в Центральную школу, преемницу Кёльнского университета. В последующие годы Вальраф посвятил себя спасению предметов искусства, остававшихся после сноса французами многочисленных церквей. Вальраф стал страстным коллекционером всего, что было связано с историей Кёльна. В его коллекции оказались экспонаты Древнего Рима, Средневековья, рукописи, монеты, историческое оружие и скульптуры. Свою коллекцию Вальраф завещал городу Кёльну. Родной город чествовал его, поднеся дубовый венок в качестве городского знака и вручил ему почётный кубок. Позднее для Вальрафа был придуман термин «архигражданин», который является предшественником почётного гражданства. Коллекция Вальрафа составляет основу кёльнского Музея Вальрафа-Рихарца. Прочие документы хранятся в городском архиве.